# Dell Streak
Le Dell Streak (initialement nommé Mini 5) est une phablette commercialisée en 2010 par Dell et dotée du système Android de Google.

## Caractéristiques techniques
Elle possède un écran 5 pouces WVGA (800 × 480) tactile multi-point, une caméra 5 MP à l'arrière et VGA à l'avant, une connexion Wi-Fi, 3G, Bluetooth, un port de sortie vidéo HDMI, ainsi qu'un A-GPS.
Il mesure 152,9 × 79,1 × 9,98 mm pour un poids de 220 g.
Après le succès commercial de la première Tablette Dell Streak 5, Dell a lancé une nouvelle tablette avec un écran de 7 pouces, intégrant le SoC NVIDIA Tegra 2 dual core à 1 GHz et tournant sous Android 2.2. Dell Streak 7 possède une définition de (800×480) pixels, un écran Gorilla Glass, un appareil photo de 5 mégapixel et une mémoire interne de 16 Go. En plus des caractéristiques de l'ancienne version, cette tablette permet une navigation plus rapide et joue le rôle d'un GPS avec la voix combinée au texte, pour donner plus de confort.

## Commercialisation
La commercialisation a débuté au Royaume-Uni le 4 juin 2010 via l'opérateur britannique O2 (en abonnement mensuel ainsi qu'en carte rechargeable) et fin juin 2010 aux États-Unis.
Fin juillet 2011, Dell lance exclusivement en Chine une version du Dell Streak 10 Pro au prix le plus bas de sa gamme (2 999 yuan) équipé d'applications localisées, telle que la messagerie QQ ou le programme de microblogging Sina Weibo.
Il est parfois qualifié d’hybride entre un smartphone et une tablette, parfois appelé phablette.